# Грязнов, Андрей Васильевич
Андре́й Васи́льевич Грязно́в (1918—1944) — Гвардии старший лейтенант Рабоче-крестьянской Красной Армии, участник Великой Отечественной войны, Герой Советского Союза (1943).

## Биография
Родился 7 октября 1918 году в селе Тищенское (ныне — Изобильненский район Ставропольского края) в семье крестьянина. Окончил семь классов школы, работал в колхозе.
В 1939 году был призван на службу в Рабоче-крестьянскую Красную Армию. Окончил курсы младших лейтенантов.
С июня 1941 года — на фронтах Великой Отечественной войны. Награждён медалью от 22 декабря 1942 года «За оборону Сталинграда» Выдана справка Грязнову А.В в том что он являлся участником августовских боев 1943 году за город Харьков в составе войск 57 армии. Приказом Верховного Главнокомандующего Маршала Советского союза товарища И. В. Сталина от 23.08 1943 года всему личному составу войск участвующих в боях за Харьков, за отличные боевые действия объявлена благодарность. К сентябрю 1943 года гвардии старший лейтенант Андрей Грязнов был заместителем командира 11-й гвардейской отдельной разведроты 14-й гвардейской стрелковой дивизии 57-й армии Степного фронта. Отличился во время битвы за Днепр.
25 сентября 1943 года вместе с двумя группами разведчиков переправился через Днепр в районе села Домоткань Верхнеднепровского района Днепропетровской области Украинской ССР и захватил плацдарм на его западном берегу. Группы отразили несколько контратак противника, удержав плацдарм до подхода основных сил. В том же районе со своим взводом ворвался в немецкий блиндаж, уничтожил пулемётную точку, захватил пленного и доставил его в штаб дивизии.
Указом Президиума Верховного Совета СССР от 20 декабря 1943 года за «образцовое выполнение боевых заданий командования на фронте борьбы с немецкими захватчиками и проявленные при этом мужество и героизм» гвардии старший лейтенант Андрей Грязнов был удостоен звания Героя Советского Союза с вручением ордена Ленина и медали «Золотая Звезда».
Погиб в бою у моста узкоколейной железной дороги перегона Гайворон-Первомайск (ныне разобрана) через р. Синюха у с. Червоный Хутор (ныне с. Синюха Ольшанской поселковой общины) 19 марта 1944 года. Похоронен в селе Катеринка (ныне — Сухой Ташлык Побугской поселковой общины) Голованевского района Кировоградской области.
Был также награждён орденами Отечественной войны 2-й степени и Красной Звезды, а также рядом медалей.

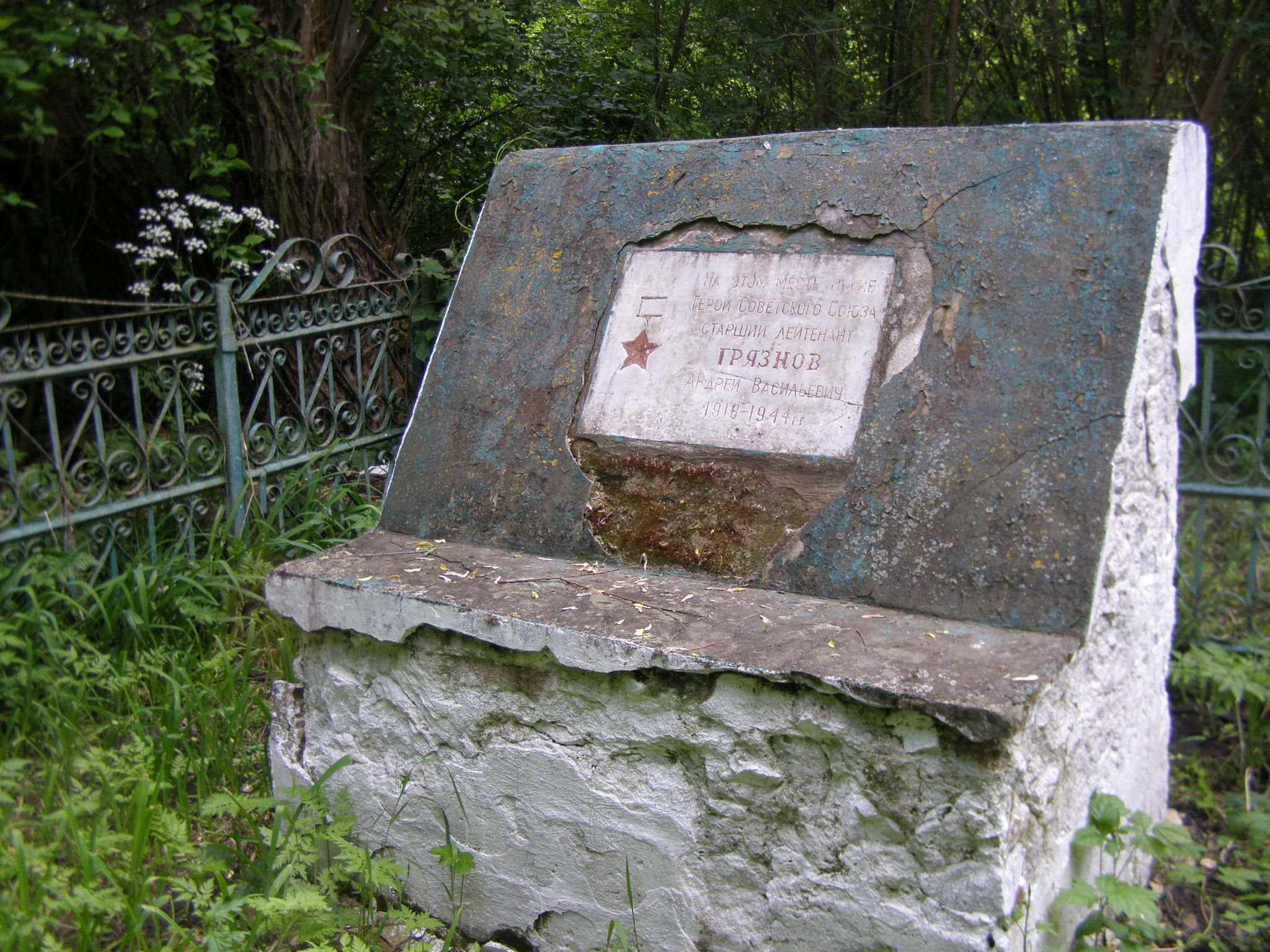